# Bawełna kolodionowa
Bawełna kolodionowa (koloksylina) – rodzaj nitrocelulozy o zawartości azotu 11,1–12,3%. Czasami traktowana jako rodzaj bawełny strzelniczej, tzw. "bawełna strzelnicza nr 2", BS2. Otrzymywana przez częściową estryfikację celulozy za pomocą mieszaniny nitrującej. Stosowana głównie do wyrobu lakierów i klejów nitrocelulozowych, błon fotograficznych, celuloidu i niektórych materiałów wybuchowych (prochu bezdymnego i nowoczesnych dynamitów).